# Jozef Rúfus
Jozef Rúfus (11. srpna 1935[nenalezeno v uvedeném zdroji] Žilina[zdroj?] – 7. prosince 2002 tamtéž) byl slovenský fotbalový brankář.

## Hráčská kariéra
V československé lize chytal za Iskru Žilina, Rudou hvězdu Brno a Spartak Praha Sokolovo (dobový název Sparty). V nižších soutěžích hrál také za Žilinu, RH Brno, Kysucké Nové Mesto, Martin a Opavu.
V neděli 19. května 1957 odchytal jedno utkání za reprezentační B-mužstvo, které v Lublani prohrálo s B-mužstvem Jugoslávie 0:1.

### Prvoligová bilance
| Ročník             | Zápasy | Góly | Minuty | Nuly | Klub                   |
| ------------------ | ------ | ---- | ------ | ---- | ---------------------- |
| I. liga 1954       | –      | 0    | –      | –    | Iskra Žilina           |
| I. liga 1955       | 21     | 0    | 1 890  | 7    | Iskra Žilina           |
| II. liga 1956      | –      | 0    | –      | –    | Rudá hvězda Brno       |
| I. liga 1957/58    | 16     | 0    | 1 440  | 3    | Rudá hvězda Brno       |
| I. liga 1958/59    | 23     | 0    | 2 070  | 5    | Dynamo Žilina          |
| II. liga 1959/60   | –      | 0    | –      | –    | Dynamo Žilina          |
| I. liga 1960/61    | 8      | 0    | 591    | 3    | Spartak Praha Sokolovo |
| I. liga 1961/62    | 9      | 0    | 810    | 0    | Spartak Praha Sokolovo |
| CELKEM I. ČS. LIGA | –      | 0    | –      | –    |                        |